# Mark de Jonge
Mark de Jonge (Calgary, 15 febbraio 1984) è un canoista canadese.

## Palmarès

### Olimpiadi
- 1 medaglia:
  - 1 bronzo (Londra 2012 nel K-1 200 m)

### Mondiali
- 3 medaglie:
  - 2 ori (Mosca 2014 nel K-1 200 m; Milano 2015 nel K-1 200 m)
  - 1 argento (Duisburg 2013 nel K-1 200 m)

### Giochi panamericani
- 4 medaglie:
  - 1 oro (Toronto 2015 nel K-1 200 m)
  - 1 argento (Rio de Janeiro 2007 nel K-4 1000 m)
  - 2 bronzi (Santo Domingo 2003 nel K-1 500 m; Toronto 2015 nel K-2 200 m)